# Sami Kapanen
Sami Kapanen (ur. 14 czerwca 1973 w Vantaa) – fiński hokeista, reprezentant Finlandii, trzykrotny olimpijczyk. Działacz i trener hokejowy.
Hokeistami zostali jego ojciec Hannu (ur. 1951), wujek Jari (ur. 1954), brat Kimmo (ur. 1974) oraz syn Kasperi (ur. 1996) jest hokeistą.
Ojciec był także trenerem hokejowym. Od sezonu SM-liiga (2012/2013) ojciec Sami i syn Kasperi rozpoczęli wspólne występy w klubie KalPa.

## Kariera
- KalPa U16 (1988-1989)
- KalPa U20 (1989-1993)
- KalPa (1990-1994)
- HC Kometa Brno (1994)
- HIFK (1994-1995)
- Springfield Falcons (1995-1996)
- Hartford Whalers (1995-1997)
- Carolina Hurricanes (1997-2003)
- Philadelphia Flyers (2003-2004)
- KalPa (2004-2005)
- Philadelphia Flyers (2005-2008)
- KalPa (2008-2010, 2011-2014)

Wychowanek i wieloletni zawodnik klubu Ilves - wpierw do 1994, a następnie w 2004 i od 2009 w rozgrywkach SM-liiga. W drafcie NHL z 1995 został wybrany przez Hartford Whalers. W latach 1995–2008 rozegrał 12 sezonów w amerykańskich klubach ligi NHL. Następnie powrócił do ojczyzny i ponownie gra w macierzystym klubie (z roczną przerwą 2010-2011). W kwietniu 2013 przedłużył kontrakt o rok. W wieku 40 lat rozpoczął sezon Liiga (2013/2014), a po jego finiszu zakończył karierę.
Uczestniczył w turniejach zimowych igrzyskach olimpijskich 1994, 1998, 2002, mistrzostw świata w 1994, 1995, 1996, 1998, 2001, 2009, 2010 oraz Pucharu Świata 1996.
W 2003 został głównym akcjonariuszem klubu KalPa.
W sezonie 2015/2016 prowadził juniorską drużynę A KalPa, a w sezonie Liiga (2016/2017) objął seniorski zespół klubu.

## Sukcesy
Reprezentacyjne zawodnicze
- Złoty medal mistrzostw świata juniorów do lat 17: 1990
- Brązowy medal mistrzostw Europy juniorów do lat 18: 1991
- Brązowy medal zimowych igrzysk olimpijskich: 1994, 1998
- Srebrny medal mistrzostw świata: 1994
- Złoty medal mistrzostw świata: 1995
- Srebrny medal mistrzostw świata: 1998, 2001

Klubowe zawodnicze
- Srebrny medal mistrzostw Finlandii: 1991 z KalPa
- F.G. „Teddy” Oke Trophy – mistrzostwo dywizji: 1996 ze Springfield Falcons
- Mistrzostwo dywizji: 1998, 2002 z Carolina Hurricanes, 2004 z Philadelphia Flyers
- Mistrzostwo konferencji: 2002 z Carolina Hurricanes
- Prince of Wales Trophy: 2002 z Carolina Hurricanes
- Złoty medal Mestis: 2005 z KalPa
- Awans do SM-liiga: 2005 z KalPa
- Brązowy medal mistrzostw Finlandii: 2009 z KalPa
- Pierwsze miejsce w sezonie zasadniczym SM-liiga: 2012 z KalPa

Indywidualne zawodnicze
- SM-liiga 1993/1994:
  - Najlepszy zawodnik miesiąca - styczeń 1994
  - Skład gwiazd sezonu
- NHL (1999/2000):
  - NHL All-Star Game
- Mistrzostwa świata 2001:
  - Pierwsze miejsce w klasyfikacji strzelców turnieju: 7 goli
  - Najlepszy napastnik turnieju
  - Skład gwiazd turnieju
- SM-liiga (2008/2009):
  - Najlepszy zawodnik miesiąca - październik 2008
  - Skład gwiazd sezonu
  - Trofeum Raimo Kilpiö - dżentelmen sezonu
- SM-liiga (2009/2010):
  - Trzecie miejsce w klasyfikacji strzelców w fazie play-off: 6 goli[11]
  - Piąte miejsce w klasyfikacji kanadyjskiej w fazie play-off: 13 punktów[12]
  - Skład gwiazd sezonu

Klubowe trenerskie
- Srebrny medal mistrzostw Finlandii: 2017 z KalPa
- Puchar Spenglera: 2018 z KalPa